# 于今
于今（1970年6月11日—），满族。生于甘肃兰州，祖籍辽宁大连，中华人民共和国当代政治学者。
现任中国少数民族文物保护协会常务副会长，中国东中西部区域发展和改革研究院执行院长，《国家智库》《中国智库》总编辑。上海大学智库产业研究中心主任，武汉大学、上海大学等多所大学特聘教授/兼职客座教授、博士生导师。他是京津冀蒙闽疆豫等省市区县政府部门特聘专家顾问，联合国开发计划署项目顾问，波中一带一路促进联席会中方总干事长，中国侨联特聘专家，中国国际交流协会、中国城郊经济研究会等学术社会团体的理事、常务理事，辽宁省驾驭论研究会名誉会长。习近平治国理政系列智库报告课题组组长。
于今的主要研究领域是当代中国政治、中国智库等领域，主笔和主持诸多前瞻性的中国国家政策改革建议报告向国家和政府建言献策外，还参与中央国家部委组织的重大项目规划报告审核制定，发表多种学术著作。因2002年创立全球知名智库机构——中国东中西部区域发展和改革研究院，主持国家重点项目《五个统筹丛书》、《科学发展观丛书》，出版中国第一套智库系列读物《中国智库》、《国家智库》、《中国智库发展报告》，提出国家哲学、智库产业，引起各界广泛关注。